# Samuel Blenkinsop
Samuel Blenkinsop (né le 28 octobre 1988) est un coureur cycliste néo-zélandais. Spécialisé en VTT de descente, il est champion d'Océanie en 2014, 2018 et 2020 et médaillé de bronze du championnat du monde de 2011.

## Palmarès

### Championnats du monde
- Rotorua 2006
  -  Médaillé d'argent de la descente juniors
- Champéry 2011
  -  Médaillé de bronze de la descente

### Coupe du monde
Coupe du monde de descente
5e en 2008 (vainqueur d'une manche)
7e en 2009
3e en 2010
5e en 2013
9e en 2014
9e en 2015
13e en 2018
38e en 2019
49e en 2021
81e en 2023

### Championnats d'Océanie
- Champion d'Océanie de descente en 2014, 2018 et 2020

### Championnats de Nouvelle-Zélande
- Champion de Nouvelle-Zélande de descente : 2020 et 2021